# Tonga en los Juegos Paralímpicos de Pekín 2008
Tonga estuvo representada en los Juegos Paralímpicos de Pekín 2008 por un deportista masculino. El equipo paralímpico tongano no obtuvo ninguna medalla en estos Juegos.